# Ceriana subarmata
Ceriana subarmata är en tvåvingeart som först beskrevs av Charles Howard Curran 1926.  Ceriana subarmata ingår i släktet griffelblomflugor, och familjen blomflugor. Inga underarter finns listade i Catalogue of Life.